# هانس برینکر یا اسکیت‌های نقره‌ای

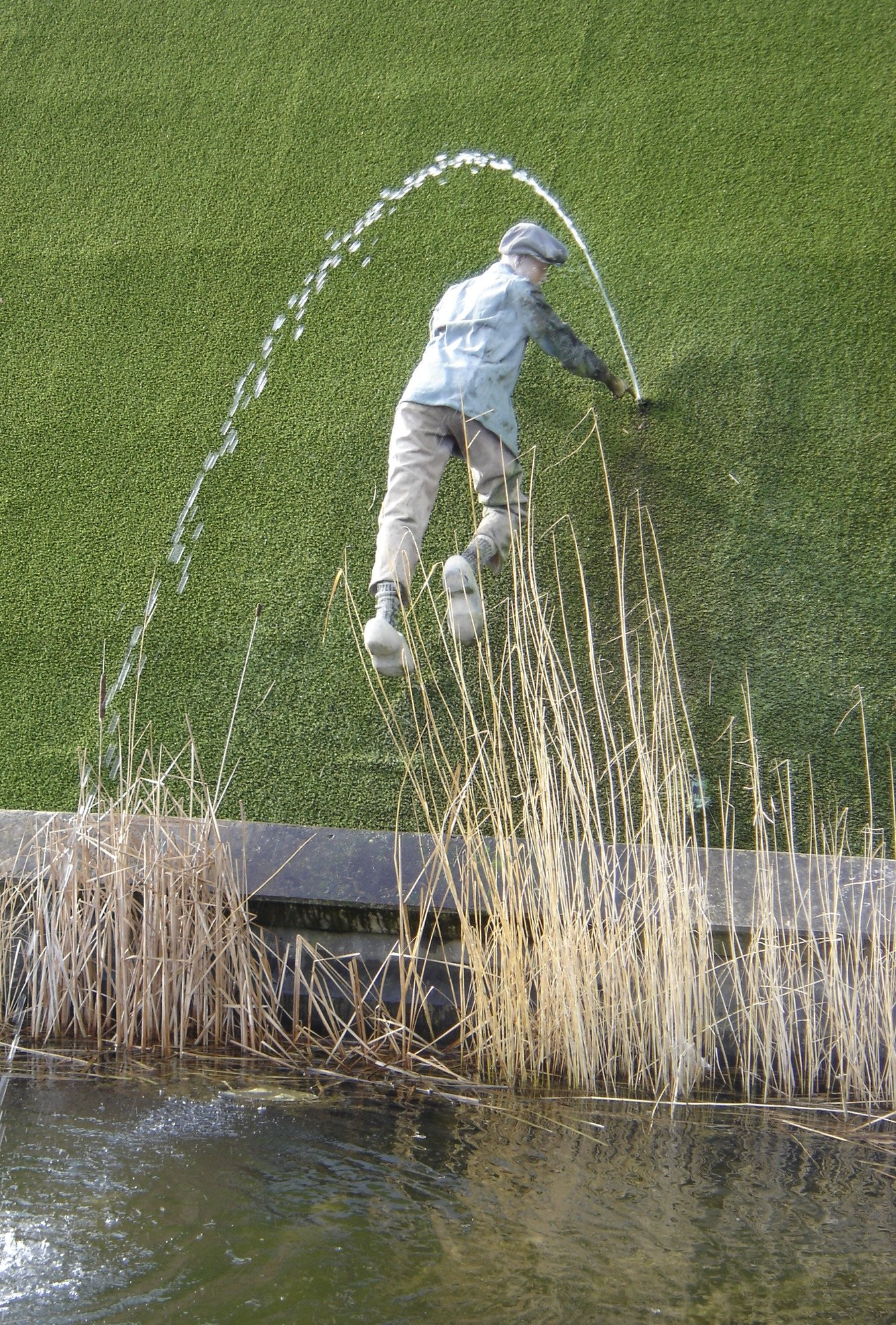
مجسمه گردشگری در مادورودام، هلند، پسر بی‌نامی که انگشت خود را در سوراخ سد کرده و آن را مسدود می‌کند

هانس برینکر یا اسکیت‌های نقره‌ای نام رمانی است نوشته مری میپس داج، نویسنده آمریکایی، که برای اولین بار در سال ۱۸۶۵ در مورد زندگی در هلند می‌گذرد و یک پرتره تخیلی رنگارنگ از زندگی هلندی اوایل قرن نوزدهم و همچنین داستانی از افتخارات جوانی است. عنوان کتاب اشاره به اسکیت‌های نقره ای زیبایی دارد که به برنده مسابقه اسکیت روی یخ اهدا می‌شود که هانس برینکر امیدوار است وارد شود. این رمان ورزش اسکیت سرعت هلندی را به آمریکایی‌ها معرفی کرد و در رسانه‌های ایالات متحده هنوز هانس برینکر به عنوان نمونه اولیه اسکیت باز سرعت در نظر گرفته می‌شود.
این کتاب همچنین به دلیل محبوبیت داستان یک پسر کوچک هلندی است که برای جلوگیری از خرابی سد خاکریز، انگشت خود را درون سوراخ سد می‌کند و با انگشت خود آن را می‌بندد، قابل توجه است. از این پسر کوچک در کتاب‌های درسی ایران با نام «پترس فداکار» یاد می‌شود. این داستان سال‌ها، یکی از درس‌های کتاب فارسی سال چهارم دبستان در ایران بود.

## فرهنگ عامه: افسانه پسر و سد
یک داستان کوتاه در رمان به تنهایی در فرهنگ عامه شناخته شده‌است. داستان که در یک مدرسه در انگلستان با صدای بلند خوانده می‌شود، در مورد یک پسر هلندی است که کشورش را با گذاشتن انگشت خود در یک سد نشت‌دار نجات می‌دهد. پسر با وجود سرما تمام شب را در آنجا می‌ماند تا اینکه اهالی روستا او را پیدا می‌کنند و سد را تعمیر می‌کنند.
در کتاب، پسر و داستان به سادگی «قهرمان هارلم» نامیده می‌شود. اگرچه قهرمان داستان روزن‌گیر-سد در کتاب بی‌نام است، نام هانس برینکر گاهی به اشتباه با این شخصیت مرتبط شده‌است. این داستان کوچک در هانس برینکر یا اسکیت‌های نقره ای نسخه‌ها و اقتباس‌های متعددی را در رسانه‌ها ایجاد کرده‌است.
فیبی کری شاعر آمریکایی در گردهمایی‌های ادبی شهر نیویورک دوج مهمان همیشگی آن بود، شعری طولانی دربارهٔ آن به نام «نشت در دایک» نوشت که پس از مرگش در سال ۱۸۷۳ منتشر شد، که در کتاب‌های شعر دانش آموزان به‌طور گسترده گلچین شده‌است. کری به پسر نامی نیز داد: پیتر.
این داستان همچنین الهام‌بخش کتاب‌های تمام عیار برای کودکان است که عبارتند از:
- سوراخ در سد، اثر نورما گرین (۱۹۷۴)
- پسری که دریا را نگه داشت، نوشته لنی هورت (۱۹۸۷)

## مجسمه‌های پسر و سد
برای مقاصد گردشگری، مجسمه‌های پسر خیالی روزن‌گیر-سد در مکان‌های هلندی مانند اسپارندام، مادورودام و هارلینگن ساخته شده‌اند. مجسمه‌ها گاهی به اشتباه «هانس برینکر» نامیده می‌شوند. برخی دیگر به عنوان «پیتر هارلم» شناخته می‌شوند. با این حال، داستان پسری که دایک‌ها را وصل می‌کند، در هلند چندان شناخته شده نیست، این یک قطعه از فولکلور آمریکایی و نه هلندی است.